# Genaro Vázquez
Genaro Vázquez Rojas (Ayotzinapa, 1938 - Morelia, 2 februari 1972) was een Mexicaans guerrillaleider
Vázquez was aanvankelijk schoolmeester in de staat Guerrero. Hij was leider van een onderwijsvakbond en richtte meerdere politieke organisaties op die zich verzetten tegen de ondemocratische toestanden en corruptie van de regering. Dit bracht hem in conflict met gouverneur Raúl Caballero Aburto, die hem in 1966 liet arresteren. Vázuquez zat twee jaar gevangen in de beruchte Lecumberrigevangenis, tot hij in 1968 door een gewapend eskader bevrijd werd. Vázquez ging de clandestiniteit in en richtte de Nationale Revolutionaire Burgerorganisatie (ACNR) op. Vázquez guerillaleger opereerde in de Costa Chica van Guerrero en werd bestreden door het Mexicaanse leger, hoewel de Mexicaanse regering het bestaan van de ACNR ontkende.
Vázquez overleed op 2 februari 1972 bij een auto-ongeluk op de snelweg van Mexico-Stad naar Morelia terwijl hij achtervolgd werd door het Mexicaanse leger.